# Абренский район
А́бренский райо́н (латыш. Abrenes rajons) — бывший административный район Латвийской ССР.

## История
Создан 31 декабря 1949 года путём объединения Лиепнинской волости, Шкилбенской волости, Вилякской волости и уезда и части территории Балтинавского края. Центром Абренского района был город Виляка. С 1952 по 1953 год Абренский район входил в состав Даугавпилсской области. 11 сентября 1951 года были ликвидированы сельсоветы Берзиню, Чебатаров и Суриков. 14 июня 1954 года были ликвидированы сельсоветы Буксту, Дукту, Еглявас, Казукалны, Козиню, Крустцелму, Стаблевский, Видучу, Вилякас и Зальчупес.
11 ноября 1959 года Абренский район был ликвидирован, территория района была включена в Алуксненский, Балвский и Карсавский районы. На момент ликвидации Абренский район включал в себя один город — Виляка и 24 сельсовета.